# Suazilandia en los Juegos Olímpicos de Barcelona 1992
Suazilandia estuvo representada en los Juegos Olímpicos de Barcelona 1992 por seis deportistas masculinos que compitieron en dos deportes.
El equipo olímpico suazi no obtuvo ninguna medalla en estos Juegos.